# Grégory Zaoui
Pour les articles homonymes, voir Zaoui.
Grégory Zaoui, né le 11 août 1971 à Aubervilliers, est un escroc français. Il est impliqué dans plusieurs affaires judiciaires en lien avec le milieu du crime organisé franco-israélien spécialisé dans l'escroquerie et la fraude. Il est notamment considéré comme un des cerveaux de la fraude à la TVA sur les quotas de carbone.

## Biographie
Il est né à Aubervilliers, d'un père né à Saint-Arnaud (actuelle El Eulma) et d'une mère née à Tunis. Ses deux parents sont des juifs séfarades arrivés en France pendant leur enfance, dans les années 1950. Il a été élevé à Pantin,. Il quitte l'école à 16 ans et se décrit comme « bac moins trois ». Il commence à travailler dans l'import-export. 
En 2008-2009, il participe à la grande fraude à la TVA sur les quotas de carbone, qui coûte au moins 1,6 milliard d’euros de TVA à l’État français. Arrêté le 8 décembre 2009, il estime la fraude « trop facile » et refuse de porter le chapeau. Il est jugé en 2017, à la suite de quoi il se dit « totalement ruiné ».
Entre-temps, il s'enfuit en Israël en juillet 2014 mais revient le 4 mars 2016 et se fait arrêter à l'aéroport de Roissy,. Le 13 février 2017, le parquet national financier (PNF) requiert le renvoi de Grégory Zaoui et de ses complices devant le tribunal correctionnel pour « escroquerie en bande organisée ». Le 24 février 2017, les juges accèdent à la demande du parquet. En juin 2017, Grégory Zaoui se soustrait une nouvelle fois à son contrôle judiciaire. Le mois suivant, un mandat d'arrêt est délivré à son encontre. Le 20 mars 2018, les procureurs du PNF requiert contre lui sept ans de prison et un million d'euros d'amende. Le 23 mai 2018, il est finalement condamné par défaut à six ans de prison et 200 000€ d'amende dans le volet « marseillais » de la fraude portant sur 385 millions d’euros détournés,. Cette peine est confondue à hauteur de quatre ans avec les six ans de prison et 300 000 euros d'amende auxquels il avait été condamné le 13 septembre 2017,. Le 6 février 2019, il se constitue prisonnier. Le 3 août 2020, il est libéré sous bracelet électronique dans le courant de l'année suivante,. Le 13 janvier 2021, la cour de cassation reconnait qu'il a été incarcéré « huit mois de trop ».
Parmi ses co-accusés, il dénote par son style « moins flambeur, plus cérébral que la moyenne » selon L'Obs.
Il s'engage ensuite dans la dénonciation de certains influenceurs.
Le 11 mars 2023, il annonce se porter candidat à l'élection législative partielle organisée dans la 9e circonscription des Français de l’étranger. Le 2 avril 2023, il est éliminé dès le premier tour en arrivant dernier du scrutin avec 9 voix (soit 0,07 % des suffrages exprimés),.

## Documentaire et fictions
- Les Rois de l'arnaque[28], une mini-série documentaire française, réalisée par Guillaume Nicloux
- D'argent et de sang[29], une série française de Xavier Giannoli
- Carbone[30], thriller coécrit et réalisé par Olivier Marchal